# Esechioi
Esechioi es una localidad rumana de la comuna de Ostrov, en el condado de Constanța.

## Historia
Hacia comienzos del siglo XX, la localidad, que ya por entonces pertenecía al condado de Constanța, formaba parte de la comuna homónima de Esechioi, de la cual era capital, y tenía contabilizada una población de 713 habitantes.
En la segunda mitad del siglo XX la localidad había pasado a formar parte de la comuna de Ostrov. En el censo de 2021 la localidad tenía una población de 248 habitantes.